# Magherafelt (District)
Magherafelt  (irisch Machaire Fíolta) war einer der 26 nordirischen Districts, die von 1973 bis 2015 bestanden. Der District lag in der traditionellen Grafschaft Londonderry. Bedeutende Orte im Borough waren die Stadt Magherafelt, die auch Verwaltungssitz war, sowie Bellaghy und Castledawson. Zum 1. April 2015 ging er im neuen District Mid Ulster auf.

## Magherafelt Council
Die Wahl zum Magherafelt Council am 11. Mai 2011 hatte folgendes Ergebnis:
| Partei | Partei                                    | Ergebnis 2011 | Ergebnis 2011 | Veränderung zu 2005 | Veränderung zu 2005 |
| Partei | Partei                                    | Sitze         | Stimmen       | Sitze               | Stimmen             |
| ------ | ----------------------------------------- | ------------- | ------------- | ------------------- | ------------------- |
|        | Sinn Féin                                 | 9             | 48,4 %        | 1                   | 1,7 %               |
|        | Democratic Unionist Party (DUP)           | 3             | 16,3 %        | −1                  | −6,9 %              |
|        | Social Democratic and Labour Party (SDLP) | 2             | 15,9 %        | 0                   | −2,6 %              |
|        | Ulster Unionist Party (UUP)               | 2             | 9,8 %         | 0                   | 3,6 %               |
|        | Traditional Unionist Voice                | 0             | 5,3 %         | 0                   | 5,3 %               |
|        | Sonstige                                  | 0             | 4,2 %         | 0                   | 4,2 %               |